# Hippolyte Gentil
Achille Hippolyte Gentil, né le 29 décembre 1848 au logis de Prin, commune de Deyrançonet mort le 8 septembre 1935 à Niort, est un notaire et homme politique français, député des Deux-Sèvres de 1900 à 1910 et sénateur français du même département de 1920 à 1927.
Sa tombe est visible au cimetière des Sablières de Niort.

## Sources
- « Hippolyte Gentil », dans le Dictionnaire des parlementaires français (1889-1940), sous la direction de Jean Jolly, PUF, 1960 [détail de l’édition]